# Oberon Publishing
Oberon Publishing ou simplement Oberon était une filiale de la société néerlandaise VNU créée en 1972 afin de poursuivre la publication des livres jeunesses des précédentes filiales De Geïllustreerde Pers et Spaarnestad ayant cessé leurs activités afin de fusionner. 